# Carthage (Arkansas)
Carthage es una ciudad en el Condado de Dallas, Arkansas, Estados Unidos. Para el censo de 2000 la población era de 442 habitantes.

## Geografía
Carthage se localiza a 34°4′24″N 92°33′22″O / 34.07333, -92.55611. De acuerdo con la Oficina del Censo de los Estados Unidos, la ciudad tiene un área total de 2,6 km², de los cuales el 100% es tierra.

## Demografía
Para el censo de 2000, había 442 personas, 159 hogares y 94 familias en la ciudad. La densidad de población era 170 hab/km². Había 193 viviendas para una densidad promedio de 74,5 por kilómetro cuadrado. De la población 16,29% eran blancos, 82,8% afroamericanos, 0,68% de otras razas y 0,23% de dos o más razas. 3,39% de la población eran hispanos o latinos de cualquier raza.
Se contaron 159 hogares, de los cuales 29.6% tenían niños menores de 18 años, 35,2% eran parejas casadas viviendo juntos, 19,5% tenían una mujer como cabeza del hogar sin marido presente y 40,3% eran hogares no familiares. 39,0% de los hogares eran un solo miembro y 21,4% tenían alguien mayor de 65 años viviendo solo. La cantidad de miembros promedio por hogar era de 2,45 y el tamaño promedio de familia era de 3,20.
En la ciudad la población está distribuida en 25,6% menores de 18 años, 7,5% entre 18 y 24, 22,6% entre 25 y 44, 20,8% entre 45 y 64 y 23,5% tenían 65 o más años. La edad media fue 40 años. Por cada 100 mujeres había 110,5 varones. Por cada 100 mujeres mayores de 18 años había 98,2 varones.
El ingreso medio para un hogar en la ciudad fue de $23.750 y el ingreso medio para una familia $33.750. Los hombres tuvieron un ingreso promedio de $22.188 contra $18.229 de las mujeres. El ingreso per cápita de la ciudad fue de $11.466. Cerca de 19,3% de las familias y 24,0% de la población estaban por debajo de la línea de pobreza, 29,2% de los cuales eran menores de 18 años y 33,3% mayores de 65.